# Cornelis Vroom

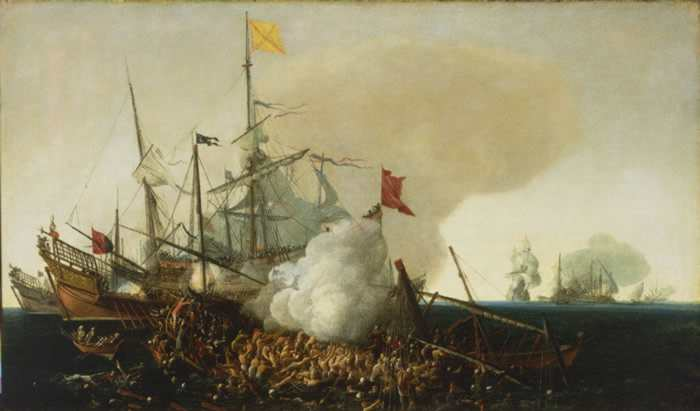
Spaans oorlogschip in gevecht met Barbarijse Zeerovers. 1615. National Maritime Museum, Greenwich, Londen.

Cornelis Hendricksz. Vroom (Haarlem (of (Danzig)?), 1590-1592 – begraven Haarlem, 16 september 1661) was een Nederlands schilder en tekenaar.
Hij was zoon van de grondlegger van de zeeschilderkunst, Hendrick Cornelisz. Vroom. In zijn jongere jaren schildert Vroom zeeslagen, net als zijn vader. Later schildert hij meer zeegezichten en landschappen, en wordt hij gezien als een voorloper van Jacob van Ruisdael. Vroom krijgt voor het hof veel opdrachten van Constantijn Huygens en hij werkt veel samen met Jacob van Campen.

## Bekende schilderijen
- Het Rijksmuseum in Amsterdam heeft twee werken van Vroom.
- Het schilderij "Rivierlandschap met bomen" is in 2008 tijdelijk te bezichtigen in het Mauritshuis.

## Verdere bekende werken
1626: Rivierlandschap met antieke graftombe, Frans Hals Museum, Haarlem

1638: Idyllisch landschap, Frans Hals Museum, Haarlem
- Biografisch Portaal: 13435133
- Gemeinsame Normdatei: 13908441X
- International Standard Name Identifier: 0000 0000 7887 8543
- KulturNav: 0790bc21-a58f-4dfc-91dd-84238bef9a06
- Nederlandse Thesaurus van Auteursnamen: 071426000
- RKD-Nederlands Instituut voor Kunstgeschiedenis: 82219
- Système universitaire de documentation: 16579190X
- Union List of Artist Names: 500012198
- Virtual International Authority File: 95755508
- WorldCat: E39PBJdMf87BpVtBRPkTHr3G73